# Nancy Taman
Pour les articles homonymes, voir Taman.
Nancy Mohamed Taman, née le 15 novembre 1994 à Alexandrie, est une gymnaste artistique égyptienne.

## Carrière
Nancy Taman est médaillée d'argent au saut lors des Championnats d'Afrique de gymnastique artistique 2010. Aux Championnats d'Afrique de gymnastique artistique 2012, elle est médaillée  d'argent au sol, et médaillée de bronze au saut et au concours général individuel.
Aux Jeux africains de 2015, elle est médaillée d'argent par équipes et au concours général individuel, et médaillée de bronze au saut de cheval.
Elle obtient la médaille d'or au concours par équipes et au saut et la médaille de bronze au concours général individuel ainsi qu'au sol aux Championnats d'Afrique de gymnastique artistique 2018. Elle obtient la médaille d'or au saut aux Jeux méditerranéens de 2018.
Elle est médaillée d'or par équipes et au saut et médaillée d'argent au sol aux Jeux africains de 2019.
Aux Championnats d'Afrique de gymnastique artistique 2022 au Caire, elle remporte la médaille d'or du concours par équipes et la médaille d'argent au saut de cheval.
Elle est médaillée d'argent par équipes aux Championnats d'Afrique de gymnastique artistique 2023 à Pretoria.